# Chlebowo (powiat koniński)
Chlebowo – wieś w Polsce położona w województwie wielkopolskim, w powiecie konińskim, w gminie Wierzbinek, przy drodze wojewódzkiej nr 266, nad strugą Pichną. Podlega sołectwu Wierzbinek.
Etymologia nazwy wsi wywodzi się od słowa chleb, oznaczającego także zboże lub od imienia własnego Chleb. Wedle dokumentów historycznych: w 1423 zapisywana była jako Chlebowo; w 1527 Chliebowo; od drugiej połowy XVI w. znów w obecnym brzmieniu.
W latach 1975–1998 miejscowość należała administracyjnie do województwa konińskiego.
W okolicach wsi występują gleby należące do kompleksu zbożowo-pastewnego mocnego.